# Републикански път III-7105
Републикански път IIІ-7105 е третокласен път, част от Републиканската пътна мрежа на България, преминаващ изцяло по територията на Добричка област. Дължината му е 34,1 km.
Пътят се отклонява наляво при 40,2 km на Републикански път II-71 северозападно от село Балик, минава през центъра на селото, слиза в дълбокото суходолие на Суха река, изкачва се отново на Добруджанското плато и продължава на югоизток. Минава последователно през селата Пчелник, Житница, Лясково и Козлодуйци и северозападно от град Добрич отново се свързва с Републикански път II-71 при неговия 80,7 km и 2,1 km на Републикански път II-97
| Пътища, отклоняващи се надясно (населено място, № на пътя, посока на пътя) | km   | Пътища, отклоняващи се наляво (посока на пътя, № на пътя, населено място) |
| -------------------------------------------------------------------------- | ---- | ------------------------------------------------------------------------- |
| Община Тервел, II-71, 40,2 km ←                                            | 0,0  | ← 40,2 km, II-71, Община Тервел                                           |
| с. Балик                                                                   | 1,2  | с. Балик                                                                  |
| Добричка община                                                            | 3,3  | Добричка община                                                           |
| с. Пчелник                                                                 | 6,9  | с. Пчелник                                                                |
| (за с. Тянево) общински път, с. Житница ←                                  | 13   | → с. Житница, общински път (за с. Черна)                                  |
| с. Лясково                                                                 | 17   | → с. Лясково, общински път (за с. Камен)                                  |
| с. Козлодуйци                                                              | 27,8 | → с. Козлодуйци, общински път (за с. Росеново)                            |
| (за с. Смолница) общински път, с. Козлодуйци ←                             | 13   | с. Козлодуйци                                                             |
| Община Добрич                                                              | 30,3 | Община Добрич                                                             |
| (от 6,9 km на I-7) II-71, 80,7 km → II-97, 2,1 km →                        | 34,1 | → 80,7 km, II-71 (до с. Оброчище) → 2,1 km, II-97                         |